# Вентиньяно, Чезаре

Трагедия «Medea». 1871 г.

Чезаре Вентиньяно герцог де Ла Валле (итал. Cesare Della Valle duca di Ventignano; 9 февраля 1776 — 26 февраля 1860) — итальянский драматург и либреттист

.
Аристократ из Неаполя конца восемнадцатого века. Его трагедии «Медея», «Ипполит», «Ифигения», «Иоанна Грей», «Ромео и Джульетта» обратили на себя внимание своим изящным стилем и простотой. Автор либретто в опере Дж. Россини «Магомет II». Более всего имели успех его комедии, осмеивающие пороки высших классов итальянского общества («Два века», «Столица и провинция», «Общественное мнение» и др.). Ч. Вентиньяно написал также несколько драм («Buondelmonte» и др.) и ряд статей по политической экономии и философии истории; неоконченный комментарий в двух томах к знаменитому сочинению Вико «Scienza nuova», о пауперизме в Неаполитанском королевстве, о воспитании в высших и рабочих классах Италии.